# Takin' Back My Love
Singles de Enrique Iglesias
Away
(2008) Gracias a Ti
(2009)
Singles par Ciara
Go Girl
(2008) Never Ever
(2009)
Takin' Back My Love est une chanson du chanteur espagnol Enrique Iglesias et de la chanteuse américaine Ciara issue de la compilation de Enrique Iglesias, Greatest Hits (2008). Sorti en France le 12 janvier 2009, il s'agit du second single de l'album. Iglesias a interprété pour la première fois la chanson lors de la huitième saison de l'émission de télé réalité musicale française, Star Academy, en duo avec un des concurrents, Gautier.
Deux autres versions ont été enregistrées, l'une destinée à l'Allemagne en duo avec Sarah Connor, l'autre destinée à la France, en duo avec Tyssem.

## Liste des pistes
- Téléchargement digital au Royaume-Uni

1. Takin' Back My Love (featuring Ciara) - 3:51
2. Takin' Back My Love (featuring Ciara) (Moto Blanco Radio Mix) - 3:51
3. Takin' Back My Love (Video) - 3:57

- CD single en France

1. Takin' Back My Love (featuring Tyssem) (Sans l'ombre d'un remords) - 3:51
2. Takin' Back My Love (featuring Ciara) (Main Version) - 3:51
3. Takin' Back My Love (featuring Ciara) (Junior Caldera Club Remix) - 5:20
4. Takin' Back My Love (featuring Ciara) (Glam As You Club Mix) - 7:59

- CD single en Allemagne

1. Takin' Back My Love (featuring Sarah Connor) (Radio Mix) – 3:50
2. Takin' Back My Love (featuring Sarah Connor) (Alternate Mix) – 3:50
3. Takin' Back My Love (featuring Sarah Connor) (Video) - 3:57

## Classement hebdomadaire
| Classement (2009)                       | Meilleure position |
| --------------------------------------- | ------------------ |
| Allemagne (Media Control AG)            | 44                 |
| Autriche (Ö3 Austria Top 40)            | 19                 |
| Belgique (Flandre Ultratop 50 Singles)  | 7                  |
| Belgique (Wallonie Ultratop 50 Singles) | 9                  |
| Danemark (Tracklisten)                  | 8                  |
| Finlande (Suomen virallinen lista)      | 9                  |
| France (SNEP)                           | 2                  |
| Hongrie (Rádiós Top 40)                 | 6                  |
| Pays-Bas (Single Top 100)               | 7                  |
| Suède (Sverigetopplistan)               | 40                 |
| Suisse (Schweizer Hitparade)            | 23                 |